# Coupe du monde de BMX 2009
Navigation
2008 2010
La 7e édition de la coupe du monde de BMX a débuté le 7 mai à Copenhague et s'est terminée le 10 octobre 2009 à Fréjus. Elle comprend quatre manches pour les hommes et les femmes.

## Hommes élites

### Résultats
| #  | Lieu             | Date            | Vainqueur          | Deuxième         | Troisième              | Leader du classement général |
| -- | ---------------- | --------------- | ------------------ | ---------------- | ---------------------- | ---------------------------- |
| 1. | Copenhague       | 7-8 mai         | Ivo van der Putten | Martijn Scherpen | Damien Godet           | Ivo van der Putten           |
| 2. | Pietermaritzburg | 20-21 septembre | Sam Willoughby     | Donny Robinson   | Rob van den Wildenberg | Ivo van der Putten           |
| 3. | Chula Vista      | 18-19 septembre | Māris Štrombergs   | Sam Willoughby   | Connor Fields          | Sam Willoughby               |
| 4. | Fréjus           | 9-10 octobre    | Sam Willoughby     | Donny Robinson   | Cristian Becerine      | Sam Willoughby               |

### Classement général
| Pos | Coureur                | Pts |
| --- | ---------------------- | --- |
| 1   | Sam Willoughby         | 672 |
| 2   | Ivo van der Putten     | 514 |
| 3   | Donny Robinson         | 479 |
| 4   | Raymon van der Biezen  | 463 |
| 5   | Rob van den Wildenberg | 393 |
| 6   | Ramiro Marino          | 380 |
| 7   | Quentin Caleyron       | 379 |
| 8   | Martijn Scherpen       | 359 |
| 9   | Māris Štrombergs       | 358 |
| 10  | Nicholas Long          | 350 |

## Femmes élites

### Résultats
| #  | Lieu             | Date            | Vainqueur             | Deuxième              | Troisième      | Leader du classement général |
| -- | ---------------- | --------------- | --------------------- | --------------------- | -------------- | ---------------------------- |
| 1. | Copenhague       | 7-8 mai         | Shanaze Reade         | Laëtitia Le Corguillé | Eva Ailloud    | Shanaze Reade                |
| 2. | Pietermaritzburg | 20-21 septembre | Sarah Walker          | Maria Gabriela Diaz   | Eva Ailloud    | Sarah Walker                 |
| 3. | Chula Vista      | 18-19 septembre | Laëtitia Le Corguillé | Mariana Pajón         | Arielle Martin | Laëtitia Le Corguillé        |
| 4. | Fréjus           | 9-10 octobre    | Laëtitia Le Corguillé | Mariana Pajón         | Arielle Martin | Laëtitia Le Corguillé        |

### Classement général
| Pos | Coureuse              | Pts |
| --- | --------------------- | --- |
| 1   | Laëtitia Le Corguillé | 660 |
| 2   | Eva Ailloud           | 570 |
| 3   | Arielle Martin        | 463 |
| 4   | Merle van Benthem     | 434 |
| 5   | Mariana Pajón         | 420 |
| 6   | Caroline Buchanan     | 420 |
| 7   | Lauren Reynolds       | 405 |
| 8   | Sarah Walker          | 400 |
| 9   | Alise Post            | 358 |
| 10  | Rachel Bracken        | 343 |